# Ludwik Habuda
Ludwik Habuda (ur. 2 stycznia 1945 r. w Dąbrówce) – polski prawnik, politolog, specjalizujący się w ekonomii, naukach o zarządzaniu, organizacji i zarządzaniu, psychologii zarządzania; nauczyciel akademicki związany z uczelniami we Wrocławiu, Opolu i Częstochowie.

## Życiorys
Studia wyższe odbył na Wydziale Prawa i Administracji Uniwersytecie Wrocławskiego, uzyskując w 1968 roku tytuł magistra prawa. Bezpośrednio po ukończeniu studiów rozpoczął pracę w Zakładzie Prawa Pracy Uniwersytetu Wrocławskiego. Następnie w latach 1969-1974 był zatrudniony w Zakładzie Prakseologii PAN w Warszawie, gdzie w 1973 roku uzyskał stopień naukowy doktora nauk humanistycznych na podstawie pracy pt. Zasada jednolitości kierowania jednostką organizacyjną na przykładzie wydziału w systemie PRN, napisanej pod kierownictwem Stanisława Kowalewskiego. W 1975 roku wrócił do Wrocławia, gdzie został adiunktem w Instytucie Nauk Politycznych UWr. W latach 1983–1988 był pracownikiem Instytutu Kształcenia Nauczycieli. Potem zrezygnował z pracy na uczelni, zatrudniając się w Wilkplast Rudnik sp. z o.o. (do 1994 roku), a następnie w Elektrowni Opole. Stopień naukowy doktora habilitowanego uzyskał w 1996 roku na Wydziale Nauk Społecznych Uniwersytetu Wrocławskiego na podstawie monografii pt. Partycypacja w systemie politycznym Polski realnego socjalizmu
Od 1997 roku ponownie wykłada w Instytucie Politologii UWr. W 2000 roku otrzymał tam stanowisko profesora nadzwyczajnego. W 2003 roku uzyskał tytuł profesora nauk humanistycznych, a niedługo potem stanowisko profesora zwyczajnego. Poza Uniwersytetem Wrocławskim wykładał jeszcze na Politechnice Opolskiej, gdzie kierował Katedrą Nauk o Zarządzaniu oraz był prodziekanem ds. studenckich na Wydziale Zarządzania i Inżynierii Produkcji oraz w Katedrze Prawa Administracyjnego Akademii Polonijnej w Częstochowie. Pracuje jeszcze na Uniwersytecie Opolskim, gdzie od 2005 roku kieruje Katedrą Badań Współczesnych Problemów Śląska.
W 2012 roku został zwolniony ze stanowiska profesora Instytutu Politologii Uniwersytetu Opolskiego.

## Dorobek naukowy
Opublikował ponad 95 pozycji naukowych, w tym 6 monografii. Jego zainteresowania naukowo−badawcze koncentrują się wokół problematyki organizacji i zarządzania, organizacji administracji, ustroju politycznego oraz prakseologii. Do jego ważniejszych publikacji należą:
- Strukturalne determinanty racjonalności decyzji w administracji gminnej i miejsko-gminnej, Wrocław 1981.
- Raport w sprawie zapotrzebowania na nauczycieli przedmiotów ogólnokształcących do roku 1995 w Makroregionie Południowo-Wschodnim, Kraków 1987.
- Administracja i polityka : proces decyzyjny w administracji publicznej, Wrocław 2000.
- Rządzący rządzeni : totalitaryzm w stosunkach władzy w PRL, Opole 2001.
- Zarządzanie przedsiębiorstwem : problemy wybrane, Opole 2002.
- Transformacyjne decyzje i decyzyjne procesy, Wrocław 2005.
- Od PRL do Trzeciej Rzeczypospolitej : liberalna demokracja i wolnorynkowa gospodarka : dlaczego i jakie?, Opole 2006.
- Prawa i Sprawiedliwości Rzeczpospolita Polska : aksjologia, ustrój, uprawianie polityki, obywatelskie społeczeństwo, Opole 2010.

## Życie prywatne
Ludwik Habuda jest żonaty. Jego żona jest z wykształcenia chemikiem. Mają razem dwóch synów: Adama, doktora prawa i Bartłomieja, politologa. Interesuje się historią i muzyką.